# ATP-aza ATP7B
ATP-aza ATP7B (ATP-aza transportująca Cu2+, EC 3.6.3.4) – enzym błonowy obecny głównie w hepatocytach. Jego funkcją jest aktywny transport miedzi w komórkach wątrobowych. Mutacja genu kodującego to białko może doprowadzić do choroby Wilsona.